# Quinto Petilio Cerial

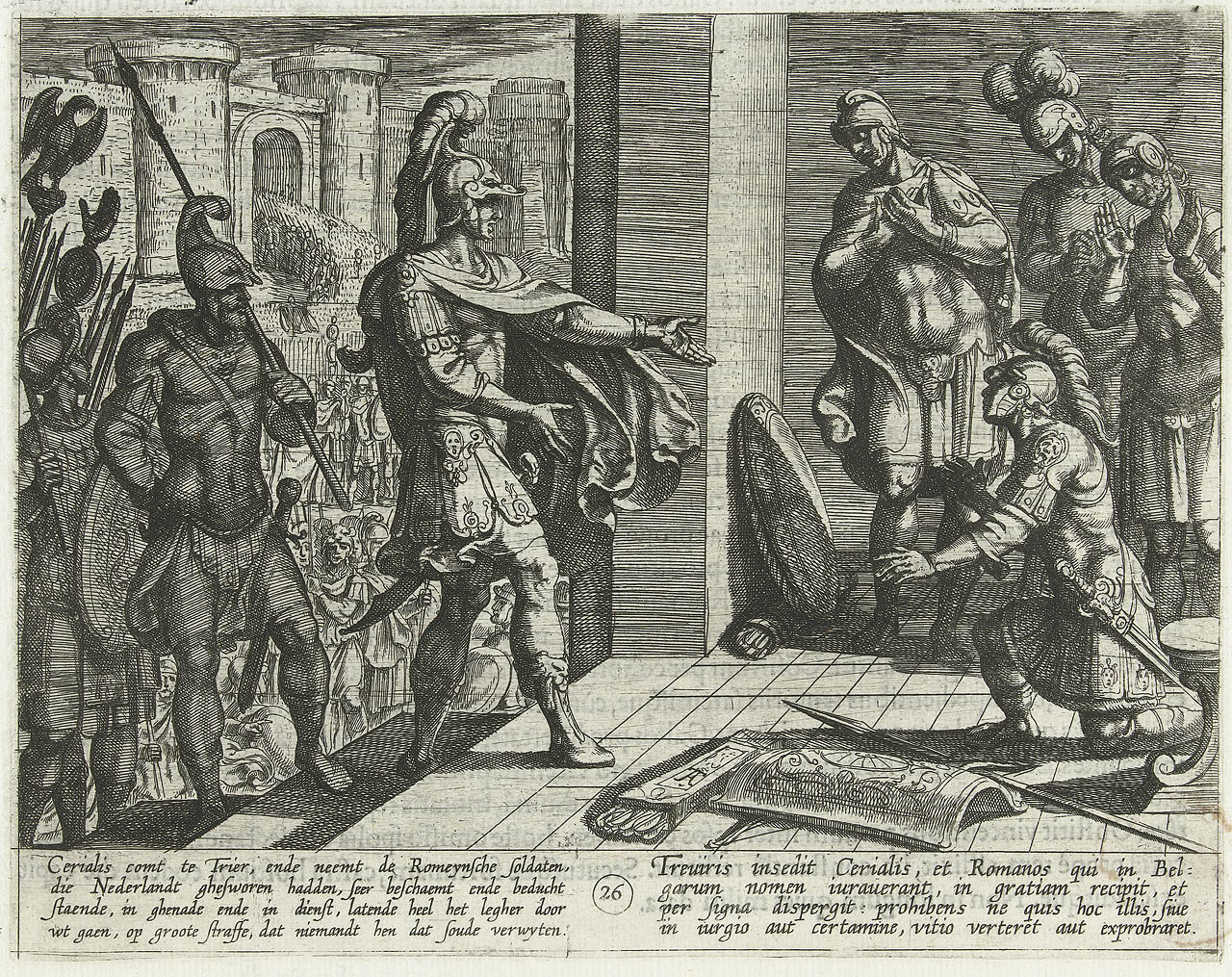
Cerial muestra clemencia con los soldados que desertaron al enemigo, 69-70. Grabado de Antonio Tempesta (1612). Rijksmuseum, Ámsterdam.

Quinto Petilio Cerial Cesio Rufo (en latín: Quintus Petillius Cerialis Caesius Rufus) fue un general romano del siglo I, que mandaba los ejércitos imperiales durante el reinado del emperador Vespasiano. Tras participar en la guerra civil del año de los cuatro emperadores a favor de Vespasiano, fue enviado a sofocar la rebelión de los bátavos en la Germania Inferior. Una vez controlada la región, se encargó también de hacer frente a los brigantes como gobernador de Britania.
Tácito dice que era más un soldado que un general cuidadoso, y que prefería arriesgarlo todo en un solo enfrentamiento. Poseía una elocuencia natural de una forma que realmente lograba la lealtad de sus soldados. Él, por su parte, demostró una lealtad inquebrantable a sus superiores.

## Familia
Sabemos poco de las circunstancias de su nacimiento y de su familia, aunque es probable que esta fuese originaria de Umbría y que él hubiese nacido entre los años 25 y 28 d. C. El historiador británico Anthony Birley, basándose en la construcción de su nombre, Petilio Cerial, apunta la posibilidad de que proviniese de la familia Cesia y hubiese sido adoptado por los Petilios. En cualquier caso, su padre (natural o adoptivo) podría haber sido Petilio Rufo, pretor en el año 28. De haber sido adoptado, puede que su hermano mayor fuese Cesio Nasica, su inmediato antecesor al mando de la IX Hispana.
Petilio Cerial contrajo matrimonio en dos ocasiones, una antes del año 50 y otra en fecha desconocida, pero que le habría llevado a emparentarse con Tito Flavio Vespasiano, antes de que éste llegase a ser coronado emperador. Tácito y Dión Casio identifican a su esposa como un pariente político, relativamente cercano a la mujer de Vespasiano.

## Carrera política y militar
En la primera mención que los historiadores antiguos dedican a Quinto Petilio Cerial, le sitúan como legado de una legión en la isla de Britania en el año 61. Se trataba de la legión romana IX Hispana, acantonada en la provincia romana de Britania, entonces bajo el gobierno de Cayo Suetonio Paulino. En esa época tuvo lugar la rebelión de Boudica, reina de los icenos entre los años 60 y 61, rebelión en la que Petilio intentó sofocarla. Sin embargo, Petilio Cerial sufrió una importante derrota cuando intentaba liberar la ciudad de Camulodunum (actual Colchester), que fue destruida por los britanos. Petilio había acudido a marchas forzadas a liberar la ciudad, pero fue emboscado por los britanos, que aniquilaron a su infantería. Él pudo escapar junto con la caballería, refugiándose en las fortificaciones de las que había partido.
Dado que se trataba de un pariente de Vespasiano, Vitelio le tomó como rehén en el año 69, durante las guerras civiles del año de los cuatro emperadores. Cerial logró escapar, y fue uno de los comandantes de caballería que participaron en la conquista de Roma para Vespasiano. Según Tácito y Dion Casio, Petilio Cerial huyó disfrazado de campesino y se presentó ante los jefes flavianos que, recordando su pasado militar, le dieron el mando de un cuerpo de caballería de mil jinetes. El 19 de diciembre, Cerial sufrió una nueva emboscada que le tendió un grupo de combate combinado de infantería y caballería, haciendo que los jinetes flavianos fueran puestos en fuga. Tras la derrota, recibieron la visita de una embajada del Senado que tenía la misión de concertar la paz entre los dos bandos en conflicto, pero maltrataron a la comitiva, llegando incluso a matar a uno de los lictores del pretor Quinto Junio Aruleno Rústico, que dirigía la embajada. Cerial corrigió los malos modos de sus soldados poniendo una escolta al pretor para llevarle hasta el legado Primo, destinatario de la embajada. Finalmente, los intentos de paz no darían sus frutos, y la guerra civil se solventaría a favor de los flavianos el 21 de diciembre, cuando éstos se hicieron con el control de Roma.

### La guerra en Germania contra Julio Civilis

Frontera del Rin del Imperio romano, en 70 d. C., mostrando la localización de los bátavos en la región del delta del Rin. Los territorios romanos están sombreados.

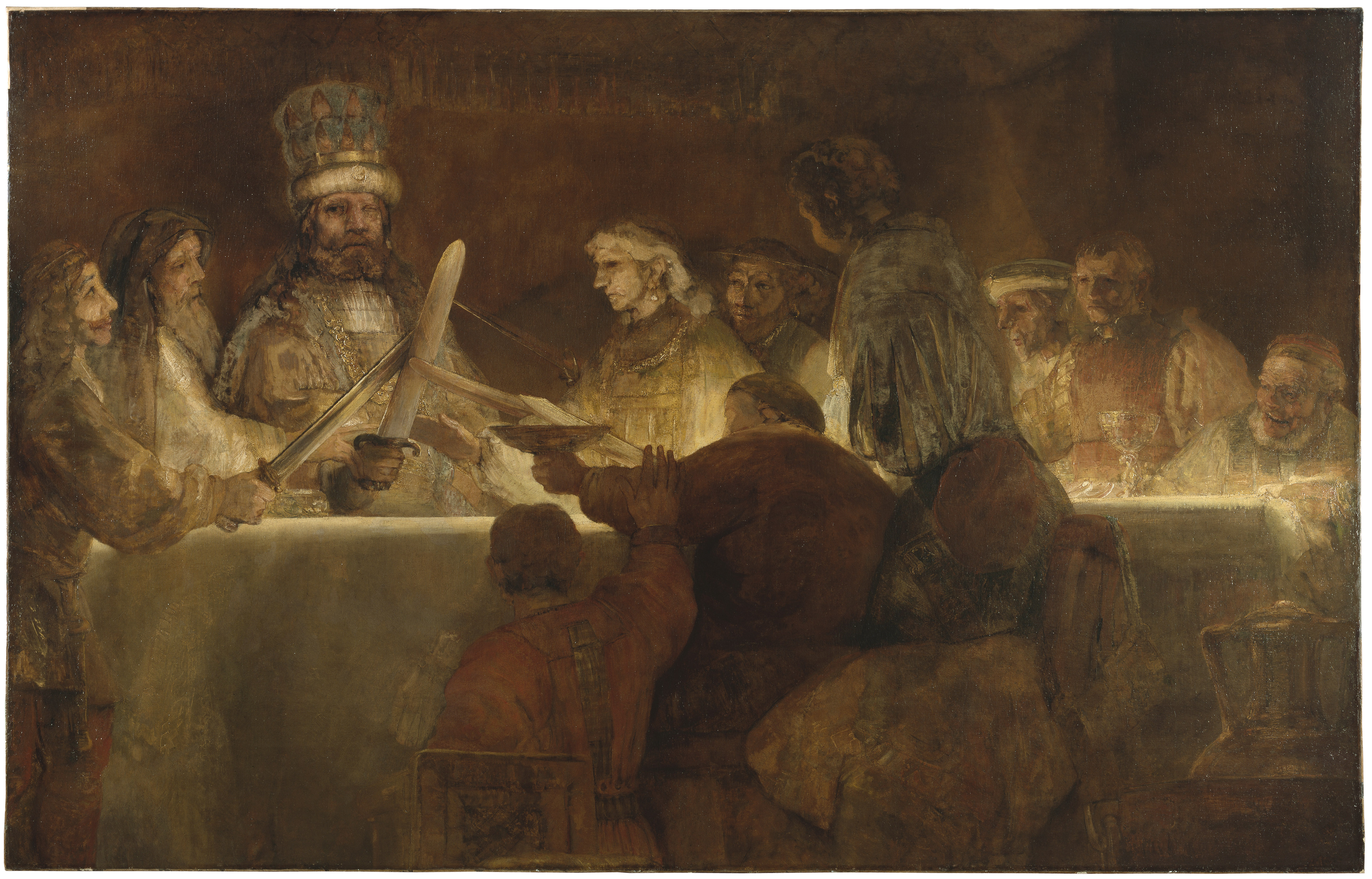
Los bátavos representados en un cuadro de Rembrandt.

Durante la guerra civil en Italia en la frontera con la Germania Inferior había estallado una rebelión de los bátavos contra el Imperio: Julio Civilis, un príncipe germano romanizado y que era ciudadano romano, había visto truncada su suerte durante el final del gobierno de Nerón, habiendo sido acusado de traición. Civilis salvó la vida gracias a la muerte del propio emperador. Galba, su sucesor en el trono, le puso en libertad y le devolvió a su tierra. Una vez ahí, Civilis organizó una rebelión que se fortaleció con la alianza de otras tribus germanas de la región y con la colaboración de ocho cohortes de auxiliares bátavos de la Legio XIV Gemina, veteranas de las guerras en Britania. La rebelión fue apoyada en un principio por los flavianos, puesto que los propios rebeldes disfrazaron la rebelión como una sublevación exclusivamente contra el poder establecido, pero a favor de Roma (es decir, únicamente contra Vitelio). Sin embargo, con el paso del tiempo quedó patente que se trataba de una rebelión contra el Imperio en sí, independientemente de quién ostentara el poder supremo.
Para cuando Roma pudo reaccionar, Civilis había tomado la insula Batavorum, los campamentos legionarios de Bonna (hoy Bonn), Novaesum (Neuss), en donde estaban acantonadas las legiones I Germanica y XVI Gallica, respectivamente, y la base de las legiones V Alaudae y XV Primigenia, el campamento de Castra Vetera y otros puntos fortificados de menor entidad. Habían muerto los legados de las legiones XV Primigenia, I Germanica y XVI Gallica, así como el gobernador de la provincia y el legado de la XXII Primigenia en los primeros intentos de responder a la rebelión. Cayo Licinio Muciano, hombre de confianza de Vespasiano y que ostentaba el poder en Roma en ese momento, eligió a Quinto Petilio Cerial como gobernador de la Germania Inferior para que restableciese el orden en la provincia. El hecho de que participase en la guerra civil, junto con la confianza que tenía depositada en él, fueron determinantes para su nombramiento como comandante al mando de la fuerza militar que sería enviada a la difícil provincia de Germania Inferior. 
En el año 70 Quinto Petilio Cerial recibió su primer nombramiento como cónsul, siendo consul suffectus. Asimismo, se reunieron las tropas asignadas a la expedición militar en Germania. Entre ellas se encontraban las legiones VIII Augusta, XI Claudia, XIII Gemina y XXI Rapax. Probablemente en Germania se unirían - procedentes de Hispania - la I Adiutrix, la VI Victrix y la X Gemina, y desde Britania la XIIII Gemina. Además, contaba con una legión recién formada, la II Adiutrix, así como con todas las unidades auxiliares que acompañaban siempre a las legiones. De toda esta fuerza militar, Petilio Cerial recibió el mando de las legiones XIII, XXI, VI y XIIII, y el resto irían hacia la Germania Superior. La II quedaría en reserva, pero finalmente se sumaría también al contingente de Cerial.
El ejército cruzó los Alpes sin mayores problemas y se asentó en la Germania Inferior, aprovechando el campamento abandonado de Vindonissa. Para evitar sorpresas, Petilio Cerial avanzó enviando una legión en vanguardia (la XXI Rapax), seguida del resto del ejército. El primer encuentro militar tuvo lugar precisamente entre esa legión y las tropas dirigidas por el trévero Julio Tutor. Entre sus tropas había algunos legionarios que habían desertado durante la rebelión y que, en un principio, ayudaron a los rebeldes en su lucha contra la XXI. Poco más tarde, al enterarse de la llegada del grueso del ejército, decidieron volver a desertar y pasarse a los romanos, arrastrando con su actitud a algunas tribus rebeldes. Ante esa deserción, Tutor se retiró más al norte, pero sería derrotado por las tropas de la XXI en un ataque sorpresa en el río Nava (actual Gian, en Alemania). Su derrota provocó que la tribu de los tréveros y la provincia de la Gallia Bélgica volvieran a ser leales a Roma, y que la práctica totalidad de los legionarios que habían desertado durante la sublevación juraran lealtad a Vespasiano.
Además, con esa victoria Petilio Cerial dejó completamente despejado el camino hacia la Germania Superior y llegó a Mongotiacum (Maguncia), en donde se encontraba parte de los soldados de la XXII Primigenia y algunas unidades galas reclutadas de forma precipitada durante la revuelta, a las que Cerial licenció. Cerial contaba con suficientes tropas como para poder prescindir de esas tropas de dudosa fidelidad y eficacia, y con esa acción se ganaba la gratitud de los pueblos de donde procedían. Desde Mongotiacum, Petilio Cerial se dirigió directamente a la búsqueda del enemigo, un gran contingente de tréveros dirigidos por Julius Valentinus y Julius Tutor. Tras un ataque frontal contra la posición fortificada del enemigo, Civilis derrotó completamente a los rebeldes, capturando a Valentinus y a algunos de sus oficiales. Tras la victoria Petilio Cerial conquistó Augusta Treverorum (la actual Tréveris), patria de muchos de los líderes rebeldes y posición estratégica que dominaba las principales rutas de la región. Asimismo, hizo llamar a los contingentes que en su día habían desertado, perdonándolos de forma oficial para asegurarse la disponibilidad de esos veteranos de cara a la reconquista de la región. Por último, en una asamblea, dirigió un discurso pacificador hacia los tréveros y los lingones, que se sintieron aliviados al ver que no iban a caer sobre ellos las esperadas represalias por su rebelión.
Por su parte, los rebeldes Julius Classicus y Julio Civilis enviaron una carta a Petilio Cerial ofreciéndole el mando de la región a cambio de finalizar el enfrentamiento. Civilis, en prueba de fidelidad, remitió el mensaje a Domiciano, el hijo del emperador Vespasiano, y no se dignó a responder. Los rebeldes se encontraban divididos: Civilis defendía una estrategia consistente en esperar a los refuerzos prometidos por los germanos transrenanos, mientras que Classicus y Tutor eran partidarios de atacar cuanto antes, con el fin de evitar que los romanos pudiesen reforzarse con tropas provenientes de Britania e Hispania. Prevalecieron estos últimos, y se desencadenó un ataque contra el campamento romano. La sorpresa fue completa, hasta el punto de que Cerialis no se encontraba en el campamento, sino en la ciudad. Fue avisado por mensajeros y retornó para encontrarse el campamento invadido y que el puente que lo comunicaba con Augusta Treverorum había sido tomado. Reunió los hombres que pudo y se lanzó de forma temeraria contra los germanos del puente, produciéndose una situación desesperada. Increpó a los soldados legionarios que huían hasta que reaccionaron y comenzaron a formar cohortes y pelotones para contener el avance enemigo. Por su parte, el enemigo frenó su empuje inicial, dado que los soldados habían comenzado a preocuparse más por el botín que por la lucha, permitiendo con ello que la XXI Rapax estableciese una sólida formación de combate con la que comenzó a hacer retroceder a los germanos. Consiguieron primero la retirada de los rebeldes, luego su huida, y finalmente tomaron el campamento y lo arrasaron, resultando una brillante victoria para Roma (aunque los jefes rebeldes pudieron escapar).
Cerialis se dirigió al norte, a la Colonia Agrippina (la actual Colonia), en donde los habitantes se habían visto obligados a pasarse al bando rebelde contra su voluntad. Tras la victoria romana en Augusta Treverorum, mataron a los germanos que había en la ciudad, capturando a la esposa y la hermana de Civilis y la hija de Classicus. También capturaron a un contingente de infantería germana de caucos y frisios.
Civilis se fue batiendo en retirada hacia el norte, a la vez que recibía refuerzos procedentes de la Germania Libera. Finalmente decidió presentar batalla junto a Castra Vetera, en donde la favorecía el terreno pantanoso y en donde esperaba que sus hombres combatieran bajo el recuerdo de la victoria contra las legiones V Alaudae y XV Primigenia. Los romanos, por su parte, se habían reforzado aún más, y Petilio Cerial podía contar también entre sus fuerzas a las legiones XIV Gemina, II Adiutrix y la VI Victrix. El primer día de batalla, los romanos cayeron en las provocaciones de los germanos, iniciando un ataque demasiado precipitado que sólo se pudo salvar gracias a la llegada de la noche. Al día siguiente se respetaron las formaciones de combate y la batalla comenzó de forma controlada. Tras el lanzamiento de armas arrojadizas, los romanos aguantaron la tentación de lanzarse al ataque hacia el terreno pantanoso, siendo las tropas de Civilis las que avanzaron contra los romanos cuando se agotaron los proyectiles. El primer asalto puso en dificultades a las líneas romanas, en particular debido a que un pelotón de brúcteos cruzó a nado el río Rin y atacó por el flanco a los romanos. La segunda línea de legionarios logró restablecer el equilibrio, mientras que un desertor bárbaro se ofreció a enseñar a Petilio Cerial un camino por el que podía atacar al enemigo por la retaguardia. Cerial envió dos alae con el desertor y consiguió el objetivo, provocando la desbandada de los germanos y la victoria de Roma. Civilis logró escapar de nuevo y, aunque recibió refuerzos, se retiró a una isla en la desembocadura del Rin.
Avanzado el verano, los romanos comenzaron a reconstruir los campamentos, considerando que Civilis ya no era una amenaza. Sin embargo, eso supuso un error estratégico que se materializó cuando el bátavo organizó un cuádruple ataque contra cuatro de los campamentos romanos: los de las legiones X Gemina y II Adiutrix, y contra otros dos de las tropas auxiliares. El grueso del ataque se dirigió contra los campamentos de los auxiliares, en dónde hubo graves bajas para el bando de los romanos, incluyendo a Iulius Brigantius, un sobrino de Civilis que había permanecido leal a Roma. Sin embargo, Petilio Cerial se encontraba próximo y reaccionó acudiendo al frente de un contingente de caballería que puso en fuga a los atacantes. De nuevo, sin embargo, Civilis, Tutor y Classicus consiguieron escapar.
No sería ésta, sin embargo, la última ocasión en la que la excesiva confianza pasase factura a los romanos: Civilis lanzó un ataque contra un contingente fluvial en el que el propio Petilio Cerial se desplazaba para inspeccionar los trabajos de reconstrucción, intentando hacerse con la nave insignia y capturar al propio general romano. Aunque no habían tomado las necesarias precauciones de vigilancia, debido probablemente a su desmedida confianza, Petilio Cerial tuvo la suerte de encontrarse en tierra cuando se originó el ataque, por lo que, aunque los bárbaros consiguieron hacerse con la nave insignia, no pudieron capturarle. Cerial atacó e hizo devastar la insula Batavorum en donde Civilis tenía su base de operaciones, pero sería finalmente el puro agotamiento y la desesperanza lo que haría que los rebeldes aceptaran la rendición a cambio del perdón. Civilis huyó a la Germania Libera, en donde desaparició durante varios años hasta que fue capturado y posiblemente ejecutado.

### Petilio Cerial retorna a Britania
En el año 71 Cerial fue nombrado por Vespasiano nuevo gobernador de la provincia romana de Britania, para lo cual se le asignó el mando de la Legio II Adiutrix, a la que se llevó a la provincia. Además, estaba apoyado por Cneo Julio Agrícola, comandante de la Legio XX Valeria Victrix. El motivo de tal despliegue militar se debía a la situación que en ese momento reinaba en Britania, en donde se había producido el enfrentamiento entre la reina Cartimandua de los brigantes y su esposo Venutius. Cartimandua era aliada de los romanos, pero su esposo, con el apoyo del pueblo, había logrado expulsarla del trono. Esta acción suponía de facto instaurar una relación de guerra abierta entre los romanos y los brigantes. Dada la situación, Cerialis recibió órdenes de acudir a Britania junto con la legio II Adiutrix, así como con un número indeterminado de unidades auxiliares, al parecer muy numeroso, de las que habían estado bajo su mando en Germania. En total, el ejército total desplazado a las órdenes de Petilio Cerial rondaría entre los 20.000 y 21.000 soldados, que a su vez se sumaría a una guarnición existente en la isla de quizás otros 25.000. El principal asesor de Cerial en sus operaciones en Britania sería Cneo Julio Agrícola.
Como gobernador, Petilio Cerial luchó contra los brigantes en el norte de Inglaterra. No se conocen muchos datos de este conflicto bélico, salvo que se desarrolló en tres campañas (primaveras y veranos de los años 71, 72 y 73) y que al finalizar la guerra gran parte del país de los brigantes quedó incorporado a la provincia romana de Britania, mientras que otros territorios del enemigo fueron objeto de incursiones de saqueo. También se conoce a través de los restos arqueológicos encontrados que la batalla principal de la guerra tuvo lugar en una colina fortificada llamada actualmente Stanwick.
En el año 74, Cerial dejó Britania y volvió a Roma como cónsul suffectus, lo que supondría su segundo consulado. Además, figura la existencia de un consulado en el año 83 de un tal Quinto Petilio Rufo, que en el caso de que se trase de Quinto Petilio Cerial (recordemos que su nombre completo era Quintus Petillius Cerialis Caesius Rufus) supondría su tercer consulado, en este caso como cónsul junior y compañero del emperador Domiciano. 
No existen más datos de él, por lo que se desconoce hasta que edad vivió o cuáles fueron las circunstancias de su muerte.